# (24838) Abilunon
(24838) Abilunon (1995 UJ2) – planetoida z pasa głównego asteroid okrążająca Słońce w ciągu 3 lat i 235 dni w średniej odległości 2,37 j.a. Została odkryta 23 października 1995 roku.